# Пік імені Айтматова
Пік Айтматова (кирг. Айтматов атындагы тоо чокусу) — гора в Киргизстані, розташована в центральній частині Киргизького хребта, в районі льодовика Салик.
Висота вершини становить 4650 м. Гора одержала свою назву в 2000 році на честь видатного киргизького письменника Чингіза Айтматова. До того часу була безіменною.
Вершина — чудовий спостережний пункт. Складність підйому на неї цілком визначається складністю перевалу Затяжний. Маршрут з льодовика Кизил-Белес північним схилом та північно-східним гребенем — к.с. 2Б, з перевалу Затяжний — к.с. 1Б.

## Ресурси Інтернету
- Закони Киргизької Республіки за 2000 рік.